# Бочоришвили, Елена Ефимовна
Еле́на Ефи́мовна Бочоришвили (груз. ელენე ბოჭორიშვილი, фр. Elena Botchorichvili; род. 11 января 1966, Тбилиси, Грузинская ССР) — канадская русская писательница и журналистка грузинского происхождения. В Тбилиси её знают под псевдонимом Пеппи (груз. პეპი). Проживает в Монреале в провинции Квебек. Победитель номинации «Малая проза» одиннадцатого сезона международного литературного конкурса «Русская премия» за сборник рассказов «Только ждать и смотреть» (Corpus, 2015). Инициатор основания новой разновидности романа — «роман в стенограмме» (фр. Roman stenographique).

## Биография
Родилась и выросла в Тбилиси в семье учёных (отец, Ефим Давыдович Бочоришвили — химик-технолог). С 13 лет занималась журналистикой. Окончила факультет журналистики Тбилисского университета. Работала спортивной журналисткой, писала сценарии для документальных фильмов. Первой в Советском Союзе начала писать о бейсболе и первая из женщин-журналисток стала представлять за рубежом газету «Советский спорт».
В 1992 году эмигрировала в Канаду. В Канаде она познакомилась с будущим мужем Ришаром Шартье (фр. Richard Chartier) — спортивным журналистом газеты La Presse. Родила сына Жоржа (Georges Chartier, род. 2001).
В 1997 году написала первую новеллу «Жужуна цвима (Мелкий дождь)».
Елена Бочоришвили стала инициатором основания новой разновидности романа — «роман в стенограмме» (фр. Roman stenographique).
В 1999 году в монреальском издательстве Éditions du Boréal («Бореаль») вышел перевод на французский язык новеллы «Жужуна цвима (Мелкий дождь)» под заглавием Le Tiroir au papillon (рус. «Ящик для бабочки»). Перевод выполнила Анн-Лиз Бирукофф (Anne-Lise Birukoff). Затем в том же издательстве последовали: Faïna (2006, букв. «Фаина», русский вариант этой повести называется «История рояля») в переводе Кэрол Ноэль (Carole Noël), Sovki (2008, букв. «Совки», русский вариант этой повести называется «Волшебная мазь»), «Голова моего отца» (La Tête de mon père, 2011) и «Только ждать и смотреть» (Seulement attendre et regarder, 2012) в переводе Бернара Крайза (Bernard Kreise), переводчика Набокова. В 2012 году перевод повести «Голова моего отца», выполненный Бернаром Крайзом, номинировался на премию «Русофония» за лучший литературный перевод с русского на французский в рамках фестиваля русской культуры «РуссенКо» (RussenKo).
На русском языке в 2012 году в журнале «Новый мир» была опубликована повесть «Волшебная мазь».
В 2012 году в издательстве Corpus вышел сборник повестей «Голова моего отца». В сборник вошли пять повестей о Грузии XX века. Владимир Сорокин в интервью назвал Елену Бочоришвили интересным современным писателем до сорока лет:

Последний интересный прозаик — Елена Бочоришвили, живущая в Канаде. «Голова моего отца». Это весьма достойная проза. Но её спасает то, что она описывает Грузию, к тому же 90-х годов…
В начале 2015 года издательство Corpus подготовило сборник рассказов «Только ждать и смотреть», в который вошли четыре ранее не публиковавшихся произведения Елены Бочоришвили и три текста, уже издававшиеся на русском языке. Книга была номинирована на премию «Ясная Поляна». Состоялось чтение повести «Опера» на сцене волгоградского театра «Царицынская опера».
Книги переведены на французский, итальянский, чешский, румынский, португальский, датский, норвежский, шведский, английский и грузинский языки. В 2010 году на грузинском языке была издана повесть «Опера» (груз. ოპერა), в 2016 году — сборник «Стенографические романы» (груз. სტენოგრაფიული რომანები) с предисловием Левана Бердзенишвили, в который вошли повести «Мои душистые старички и благоухающие старушки», «Голова моего отца» и «Волшебная мазь». На итальянский язык повесть Елены Бочоришвили «Опера» перевела Эмануэла Бонакорси (Emanuela Bonacorsi) для издательства Voland (Opera, 2008).

## Награды
- 2016 — Победитель номинации «Малая проза» одиннадцатого сезона международного литературного конкурса «Русская премия» за сборник рассказов «Только ждать и смотреть» (Corpus, 2015)[5].

## Публикации на русском языке
- Елена Бочоришвили. Волшебная мазь // «Новый мир». — 2012. — № 2.
- Елена Бочоришвили. Голова моего отца. — Corpus, 2012. — 288 с. — ISBN 978-5-271-41162-5.
- Елена Бочоришвили. Только ждать и смотреть. — Corpus, 2015. — 416 с. — ISBN 978-5-17-087702-7.